# Geranomyia erasmi
Geranomyia erasmi är en tvåvingeart som först beskrevs av Alexander 1933.  Geranomyia erasmi ingår i släktet Geranomyia och familjen småharkrankar. Inga underarter finns listade i Catalogue of Life.